# Barbus haasianus
 Barbus haasianus és una espècie de peix cipriniforme de la família dels ciprínids.

## Morfologia
Els mascles poden assolir els 3,2 cm de longitud total.

## Distribució geogràfica
Es troba al riu Okavango, al Zambezi i al riu Congo al seu pas per Zàmbia.